# Cy Coleman
Cy Coleman (geboren als Seymour Kaufman) (New York, 14 juni 1929 – aldaar, 18 november 2004) was een Amerikaanse componist en jazz-pianist die met zijn eigen band, de Cy Coleman Trio, optrad.

## Biografie
Coleman werd geboren als zoon van Oost-Europese joodse ouders, en groeide op in The Bronx. Al op zevenjarige leeftijd begon hij als theaterpianist waarna hij zich later toelegde op het componeren. Enige titels van hem zijn: Hey, Look Me Over, Blame It on Rio, Sweet Charity, Playboy's Theme, Witchcraft en Hey, Big Spender. Coleman werd onderscheiden met diverse prijzen zoals Grammy- en Emmy Awards. 
Hij heeft onder andere samengewerkt met Seth Gaaikema. Ook schreef hij de muziek voor de Nederlandse musical Grace uit 2001 die ging over prinses Gracia van Monaco die in 1982 bij een auto-ongeluk om het leven kwam.
Coleman overleed op 75-jarige leeftijd aan een hartaanval.